# 네덜란드 왕립 예술 과학 아카데미

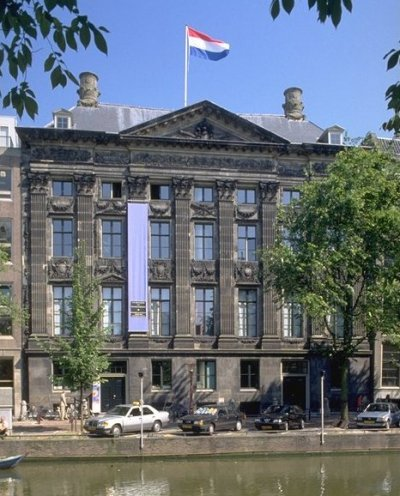
네덜란드 왕립 예술 과학 아카데미는 암스테르담 트리펀후이스에 있다.

네덜란드 왕립 예술 과학 아카데미(네덜란드어: Koninklijke Nederlandse Akademie van Wetenschappen, KNAW)은 네덜란드의 과학 및 문학의 진흥을 전문으로 하는 조직이다.
각종 자문 및 관리 기능 이외에 사회사 국제 연구소 등 다양한 연구소를 운영하고 있으며, 이론물리학의 상인 레이우엔훅 메달 등이 포함한 다수의 상을 주최하고 있다.